# Jure Natek
Jure Natek, né le 30 mars 1982 à Ljubljana, est un handballeur international slovène évoluant au poste d'arrière ou d'ailier droit. Il mesure 1,94 m pour 95 kg.
Il compte 150 sélections en équipe nationale de Slovénie. Il a fini 3e avec la Slovénie au mondial junior de handball au Brésil en 2003.
Après avoir commencé sa carrière en Slovénie au Prule 67 Ljubljana puis au RK Celje, il rejoint en 2007 le Chambéry Savoie Handball où il évolue deux saisons. Il retourne une saison en Slovénie au RK Gorenje Velenje puis signe en 2010 dans le club allemand du SC Magdebourg où il évolue toujours en 2016.

## Palmarès
Compétitions internationales
- Ligue des champions (1) : 2004

Compétitions nationales
- Championnat de Slovénie (5) : 2002, 2004, 2005, 2006, 2007
- Coupe de Slovénie (5) : 2000, 2001, 2004, 2006, 2007